# Пантиани (Дманисский муниципалитет, Дманиси)
Пантиани (груз. პანტიანი, азерб. Armudlu) — село в подчинении сельской административно-территориальной единицы Дманиси, Дманисского муниципалитета, края Квемо-Картли республики Грузия с 99 %-ным азербайджанским населением. Находится в юго-восточной части Грузии, на территории исторической области Борчалы.

## История
В 1839-1845 годах в селе поселились и проживали духоборы - этнические русские, которые подвергались гонениям в царской России.
12 июля 1949 года название села было изменено с Армудлу на Пантиани. Название села упоминается в документах 1926 года, во время проведенной в регионе переписи населения.

### Топоним
Топоним села Армудлу (азерб. «Armudlu») в переводе с азербайджанского языка на русский язык означает «Грушевый».

## География
Село расположено на Башкечидском плато, в 6 км к юго-западу от районного центра Дманиси, на берегу озера Армудлу (Сулухлу), на высоте 1410 метров от уровня моря.
Граничит с городом Дманиси, селами Мтисдзири, Земо-Орозмани, Квемо-Орозмани, Ваке, Камарло, Иакубло, Кариани, Шахмарло, Согутло, Безакло, Амамло, Сафарло, Мамишло, Далари, Гантиади, Джавахи, Тнуси, Цителсакдари, Бослеби, Каклиани, Шиндилиари, Ангревани, Дагарухло, Ипнари, Гедагдаги, Ормашени, Бахчалари, Земо-Карабулахи, Квемо-Карабулахи, Саджа, Кызыладжло, Карабулахи, Усеинкенди, Мамишлари, Муздулари, Земо-Саламалейки, Сафигле и Ткиспири Дманисского Муниципалитета.

## Население
По данным Государственного статистического комитета Грузии, согласно официальной переписи 2002 года, численность населения села Пантиани составляет 410 человек и на 99 % состоит из азербайджанцев.

## Экономика
Население в основном занимается овцеводством, скотоводством и овощеводством.

## Достопримечательности
- Средняя школа - построена в 1926 году.[8][11]

## Известные уроженцы
- Алихан Биннетоглу - поэт;[8]
- Шахвелед Армудлу - поэт;[8]

### Участники Великой Отечественной войны
Село известно также своими уроженцами, участниками Великой Отечественной войны:
| - Абдуллаев Махмуд Мамед оглы - участник ВОВ, погиб в марте 1942 года. - Ахвердиев Исмаил Мамед оглы - участник ВОВ, погиб в марте 1943 года. - Ибрагимов Яхъя Астан оглы - участник ВОВ, погиб в феврале 1942 года. - Иманов Асад Мехти оглы - участник ВОВ, погиб в декабре 1942 года. - Курбанов Мамед Мехри оглы - участник ВОВ, погиб в марте 1942 года. - Курбанов Мамед Миркаримович - участник ВОВ, погиб 10 мая 1943 года. |  | - Мамед Бала-Мамед оглы - участник ВОВ, погиб в декабре 1942 года. - Насибов Мурсал Гамид оглы - участник ВОВ, погиб в декабре 1943 года. - Союн Иса оглы - участник ВОВ, погиб в марте 1942 года. - Сулу Самяд оглы - участник ВОВ, погиб в декабре 1942 года. - Шарифов Мамед - участник ВОВ, погиб 13 марта 1944 года. - Шарифов Умбат Кули-Мамед оглы - участник ВОВ, погиб 1 января 1944 года. |

## Интересные факты
Каждый год 26 июля в Башкечидском (Дманисском) районе, вблизи озера Армудлу, Общественным Объединением «Борчалы» проводится день культуры «Элат», который является воплощением философии Мовлана Джалаладдина Руми. На празднике участвуют не только граждане Грузии и Азербайджана, но также гости из Турции, Ирана, России, Средней Азии и некоторых стран Европы.